# Jeyson Chura
Jeyson Ariel Chura Almanza (Santa Cruz de la Sierra, 3 de febrero de 2002) es un futbolista boliviano que juega como centrocampista en el The Strongest de la Primera División de Bolivia.

## Selección nacional
En el 2019 disputó el Campeonato Sudamericano Sub-17. 
Hizo su debut con la Selección de fútbol de Bolivia en la Copa América 2021 en la derrota 1-0 con Chile.

### Participaciones en Eliminatorias al Mundial
| Eliminatorias                 | Resultado | Partidos | Goles |
| ----------------------------- | --------- | -------- | ----- |
| Eliminatorias Mundial de 2022 | 9º lugar  | 2        | 0     |

### Participaciones en Copas Américas
| Copa              | Sede   | Resultado      | Partidos | Goles |
| ----------------- | ------ | -------------- | -------- | ----- |
| Copa América 2021 | Brasil | Fase de grupos | 3        | 0     |

## Clubes
| Club          | País    | Año             |
| ------------- | ------- | --------------- |
| The Strongest | Bolivia | 2020-actualidad |

## Palmarés

### Títulos nacionales
| Título           | Club          | País    | Año  |
| ---------------- | ------------- | ------- | ---- |
| Primera División | The Strongest | Bolivia | 2023 |